# Verpete
Verpete je naselje u slovenskoj Općini Vojniku. Verpete se nalazi u pokrajini Štajerskoj i statističkoj regiji Savinjskoj. 

## Stanovništvo
Prema popisu stanovništva iz 2002. godine naselje je imalo 130 stanovnika.